# آیرین تدرو
آیرین تدرو (انگلیسی: Irene Tedrow؛ ‏ ۳ اوت ۱۹۰۷ – ۱۰ مارس ۱۹۹۵) بازیگر تئاتر، رادیو، تلویزیون و سینما اهل ایالات متحده آمریکا بود.
او دو مرتبه در سال‌های ۱۹۷۶ و ۱۹۷۸ میلادی، نامزد دریافت جایزه تونی شده بود.

## گزیده فیلمشناسی
از فیلم‌ها یا برنامه‌های تلویزیونی که وی در آن نقش داشته‌است می‌توان به آثار زیر اشاره کرد.
- دوست من ایرما (۱۹۴۷)
- دود اسلحه
- ژولیوس سزار (۱۹۵۳)
- تهمت (۱۹۵۶)
- درک روشن (۱۹۷۰)
- مندینگو (۱۹۷۵)
- منطقه نیمه‌روشن (۱۹۵۹)
- اندی گریفیت شو (۱۹۶۵)
- فراری (۱۹۶۵)
- بچه سینسیناتی (۱۹۶۵)
- راهبه پرنده (۱۹۶۷)
- بونانزا (۱۹۶۸)
- امور خانوادگی (۱۹۶۹)
- دکتر مارکوس ولبی (۱۹۷۴)
- خانه کوچک (۱۹۷۵)
- فرشتگان چارلی (۱۹۷۶)
- امپراتوری مورچه‌ها (۱۹۷۷)